# L'Apiculteur (roman)
Pour les articles homonymes, voir L'Apiculteur.
L'Apiculteur est un roman de Maxence Fermine, publié en 2000 chez Albin Michel.

## Synopsis
Aurélien Rochefer est fasciné par l'or. Peu importe la forme que peut prendre cet or : miel, pierre, couleur... Cet or est dans ses rêves depuis toujours. C'est sa quête et elle le conduira de sa Provence natale jusqu'au confins de l'Abyssinie sur la piste de la mystérieuse Falaise aux abeilles pour qu'il trouve sa voie. De retour au pays, il met en œuvre un projet fou : créer Apipolis, la cité des abeilles.
Comme tous les livres de Maxence Fermine, L'Apiculteur est un livre plein de poésie[réf. nécessaire]. Un conte qui nous interroge au travers de ses personnages sur le sens de la vie, les rêves, les obsessions et passions[réf. nécessaire].

## Référence
- Cet article est partiellement ou en totalité issu de l'article intitulé « Maxence Fermine » (voir la liste des auteurs).